# Peter Meľuch
Peter Meľuch (8. října 1949 Bratislava – 5. března 2008 tamtéž), často uváděný jako Peter Melúch, byl slovenský fotbalový útočník.

## Fotbalová kariéra
V československé lize hrál za Slovan Bratislava a TŽ Třinec. Nastoupil v 15 ligových utkáních a dal 1 ligový gól.

## Ligová bilance
| Ročník                                   | Zápasy | Góly | Klub              |
| ---------------------------------------- | ------ | ---- | ----------------- |
| 1. československá fotbalová liga 1972/73 | 1      | 0    | Slovan Bratislava |
| 1. československá fotbalová liga 1974/75 | 14     | 1    | TŽ Třinec         |
| CELKEM 1. liga                           | 15     | 1    |                   |